# M&D Flugzeugbau Samburo
M&D Flugzeugbau AVo 68 Samburo är ett motorsegelflygplan, med plats för en pilot och en passagerare, från den tyska flygplanstillverkaren M&D Flugzeugbau. Modellen tillverkades ursprungligen av Alpla-Werke Flugzeugbau i Österrike och har även licenstillverkats av Nitsche Flugzeugbau i Tyskland. Modellen flög första gången 1977 och tillverkas fortfarande.

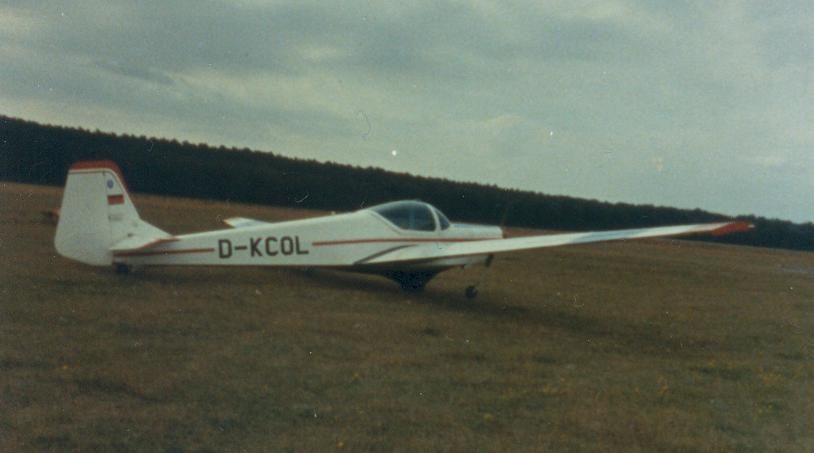
Alpla Werke Avo 68.